# Spielverkehr

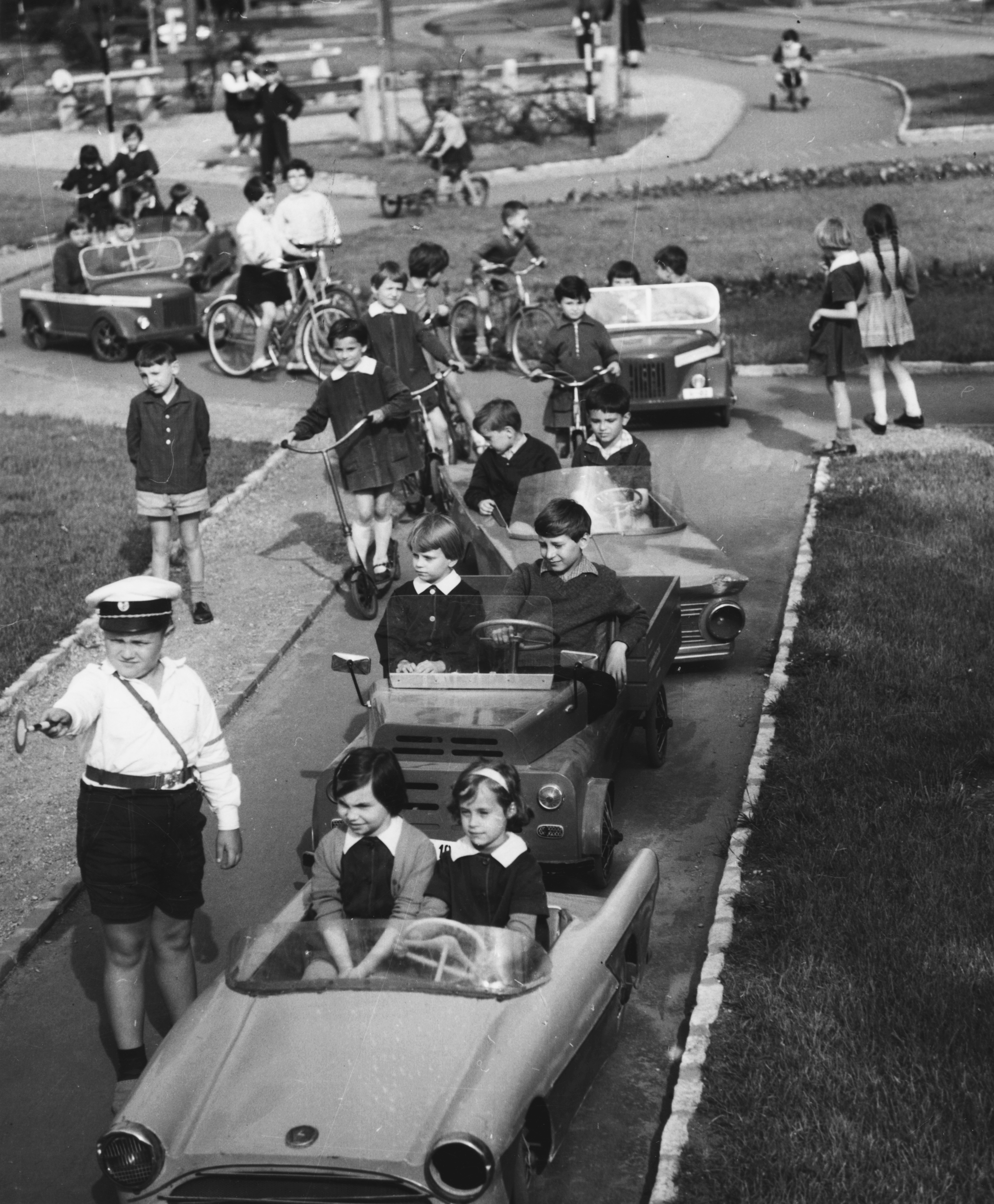
Spielverkehr (Budapest, Ungarn 1964)

Der Begriff Spielverkehr findet im Sprachgebrauch in einer doppelten Bedeutung Verwendung: Einerseits wird mit ihm die Simulation eines realen Verkehrsgeschehens durch Kinder und Jugendliche mit Spielfahrzeugen oder Verkehrsmitteln in Schonräumen gekennzeichnet. Andererseits beschreibt er die Abläufe im Rahmen eines verbands- oder vereinsmäßig geregelten Spielbetriebs.

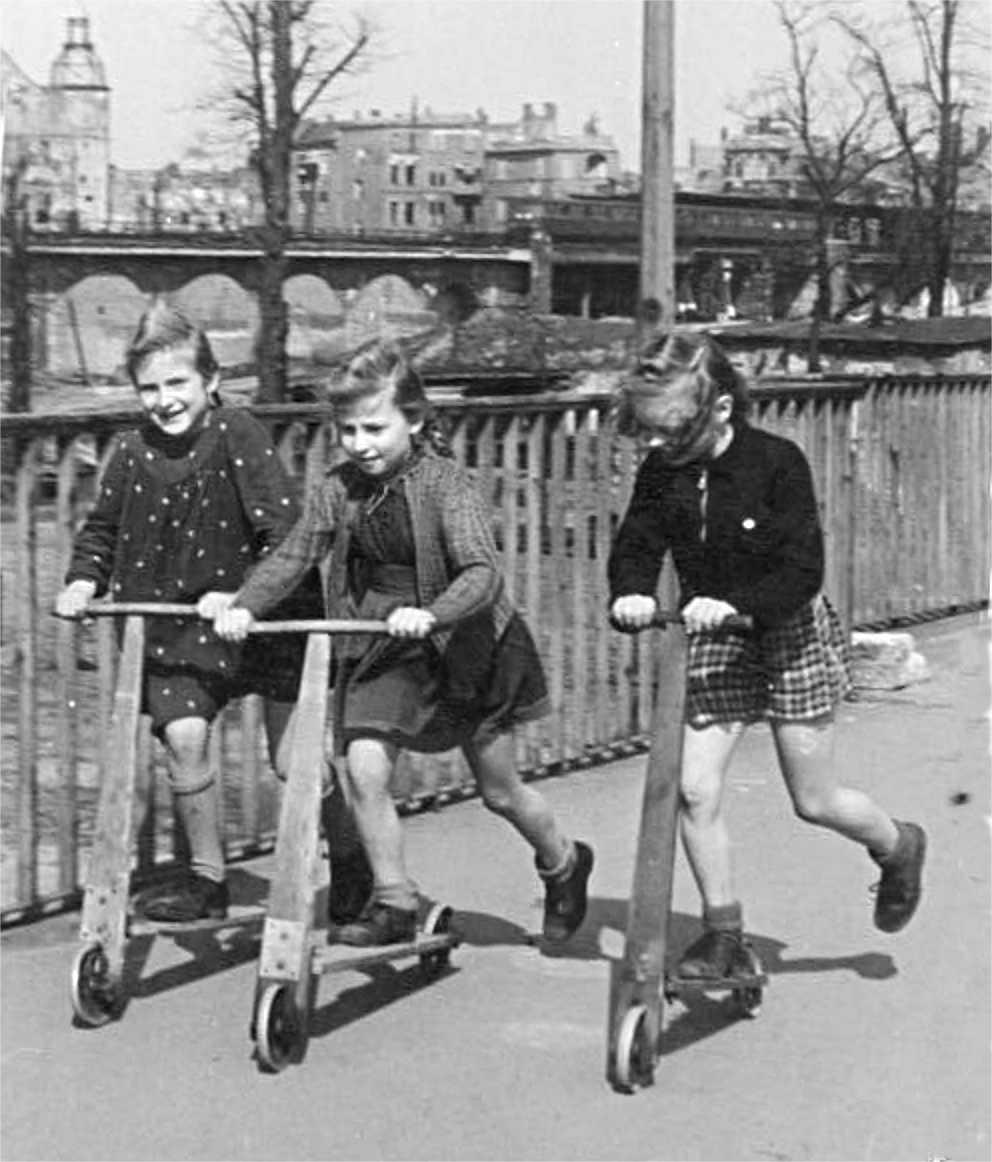
Spielverkehr mit Tretrollern (Berlin 1948)

## Begriff
Der in der Regel von Kindern praktizierte Spielverkehr steht im Kontrast zum Realverkehr, der unter den Bedingungen der Straßenverkehrsordnung stattfindet. Es handelt sich um eine Form des Spielens, die das von den Kindern beobachtete oder vorgestellte Spielgeschehen des öffentlichen Verkehrsraums in Schonräumen imitiert.
Der im Vereinsleben verwendete Begriff bezieht sich auf die Abläufe im Spielgeschehen des verbandsmäßig organisierten Kalenderjahrs. Er hebt ab auf die Wettkampfordnungen und das Zusammenwirken der Vereine, Spieler und Manager in regionalen, nationalen und internationalen Bereichen.

## Didaktischer Spielverkehr

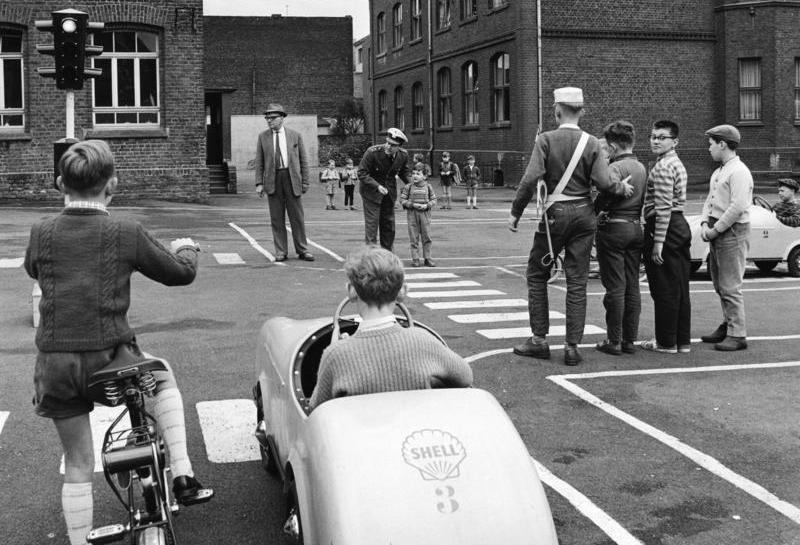
Spielverkehr in der Verkehrserziehung (1961)

Die Verkehrserziehung greift das natürliche Vergnügen von Kindern und Jugendlichen auf, das Verkehrsleben der Erwachsenen nachzuvollziehen und sich mit dem realen Verkehr ähnlichen Verkehrsmitteln zu bewegen. Dies geschieht meist in geschützten Arealen, wie einem Spielplatz, einer Spielstraße oder einem Übungsgelände. Der Didaktiker Siegbert A. Warwitz erklärt das Vorgehen konkret: „Wir machen Spielregeln zu Verkehrsregeln, Spielraum zu Verkehrsraum, Spielpartner zu Verkehrspartnern – und auch Spielstrafen zu Verkehrsstrafen.“ „Im Spielverkehr können die Kinder die Rollen des Fußgängers, Busfahrers, Schutzmanns erkunden und über den eigenen Körper und die Bewegungsorgane erfahren, was Beschleunigen, Überholen, Bremsen, Kurven, aber auch Aus-der-Bahn-Geraten und Kollidieren bedeuten.“ „Erst im Rollentausch beim Spielverkehr lernen die Kinder, Unzulänglichkeiten und Verhaltensfehler der Verkehrspartner mit einzukalkulieren und sich einen zusätzlichen Sicherheitsspielraum zu schaffen.“

## Verbandsmäßiger Spielverkehr
Der Deutsche Handballbund definiert in § 1 seiner Satzung: „Spielverkehr im Sinne der Spielordnung sind alle verbandlichen, über- und zwischenverbandlichen Wettbewerbe, Freundschaftsspiele und der internationale Spielverkehr.“ An dem vorgesehenen Spielort muss ein ordnungsgemäßes Austragen von Spielen und Meisterschaften gewährleistet sein. So moniert etwa der Sportjournalist Thomas Kilchenstein in einem Betrag an einem Berliner Stadion: „Das vorhandene Stadion ermöglicht in seinem jetzigen Zustand keinen sicheren und geregelten sowie wettbewerbsgerechten Spielverkehr in der Bundesliga.“ Dieselbe Zeitung berichtet von disziplinarischen Maßnahmen gegen einen Spieler, der grob gegen die kodifizierten Regeln seines Verbands verstoßen hat: „Erst kürzlich wurde der Jugendspieler Suleyman Medik (Türkspor) - Altersklase 17-18 Jahre - nach einer Verhandlung vor dem BFV-Sportgericht vom Spielverkehr auf Dauer ausgeschlossen.“